# ヘニング・イェンセン
ヘニング・イェンセン（Henning Jensen、1949年8月17日 - 2017年12月4日）は、デンマーク・ネアサンビー出身の元同国代表サッカー選手。現役時代のポジションはFW。

## 経歴
1970年代のデンマークを代表するサッカー選手として、ボルシア・メンヒェングラートバッハやレアル・マドリード、アヤックス・アムステルダムといった国際大会常連のクラブでプレーした。特に、ボルシアMGでは、同郷のアラン・シモンセンやベルティ・フォクツ、ユップ・ハインケスらと共にクラブの黄金期を支え、2度のブンデスリーガ優勝やUEFAカップ初優勝に大きく貢献した。
デンマーク代表としては、同じポジションにバロンドーラーであるアラン・シモンセンがいたため、出場機会が限られたが、21試合9得点を記録。1968年と1975年にはデンマークの年間最優秀サッカー選手に輝いている。
2017年3月21日、デンマーク代表や国際大会での活躍が評価され、通算14人目となるデンマークサッカー協会の殿堂入りを果たした。
2017年12月4日、癌との長い闘病生活の末に亡くなった。享年68歳。

## タイトル

### クラブ
ボルシアMG
- ブンデスリーガ : 2回 (1974-75, 1975-76)
- DFBポカール : 1回 (1972-73)
- UEFAカップ : 1回 (1974-75)

レアル・マドリード
- プリメーラ・ディビシオン : 2回 (1977-78, 1978-79)

アヤックス
- エールディヴィジ : 1回 (1979-80)

### 個人
- デンマーク年間最優秀サッカー選手賞 : 2回 (1968, 1975)